# Перестановочные головоломки
Перестановочные или комбинаторные головоломки — головоломки, состоящие из нескольких взаимосвязанных подвижных элементов, перемещаемых определённым образом по одиночке или группами. Подвижными элементами могут быть разноцветные шарики, кубики, фишки с буквами или цифрами, диски и т. п.
Перестановочные головоломки также называют головоломками с последовательными перемещениями (англ. sequential movement puzzle).

## Описание
Главная составная часть перестановочной головоломки — набор подвижных элементов, которые могут занимать определённые места в конструкции головоломки и переводиться с места на место по определённым правилам. Подвижными элементами могут быть фишки или плитки с буквами или цифрами, разноцветные шарики, кубики, диски и т. д. «Места» (гнёзда, ячейки, лунки) задаются устройством головоломки — это может быть коробочка, набор стержней, хитроумный шарнирный механизм.
Конструкция головоломки позволяет поворачивать или сдвигать некоторые группы элементов, каждое такое передвижение называется ходом. Обычно задано правильное расположение элементов (целевое расположение). Задача состоит в том, чтобы из произвольного запутанного расположения вернуться к правильному расположению.
В любой конфигурации головоломки информация о возможных ходах и их результатах должна быть доступна без проб и ошибок. Головоломка не должна содержать в себе элементов случайности (бросок игральной кости); возможность выполнения того или иного хода должна зависеть только от текущей конфигурации головоломки, но не от предыстории (в отличие, например, от шахмат, где рокировка не может быть выполнена, если король делал ходы).

## С одиночными элементами

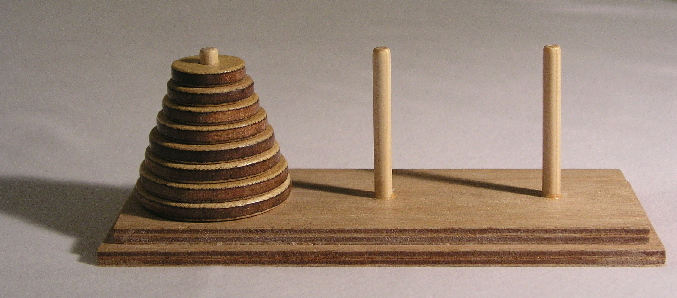
Ханойская башня
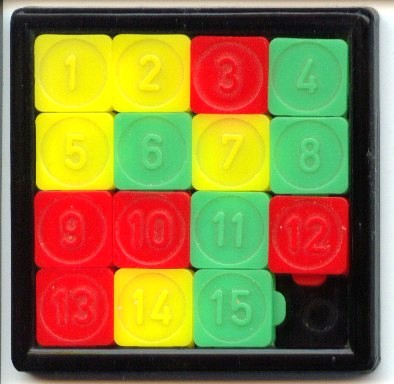
Пятнашки
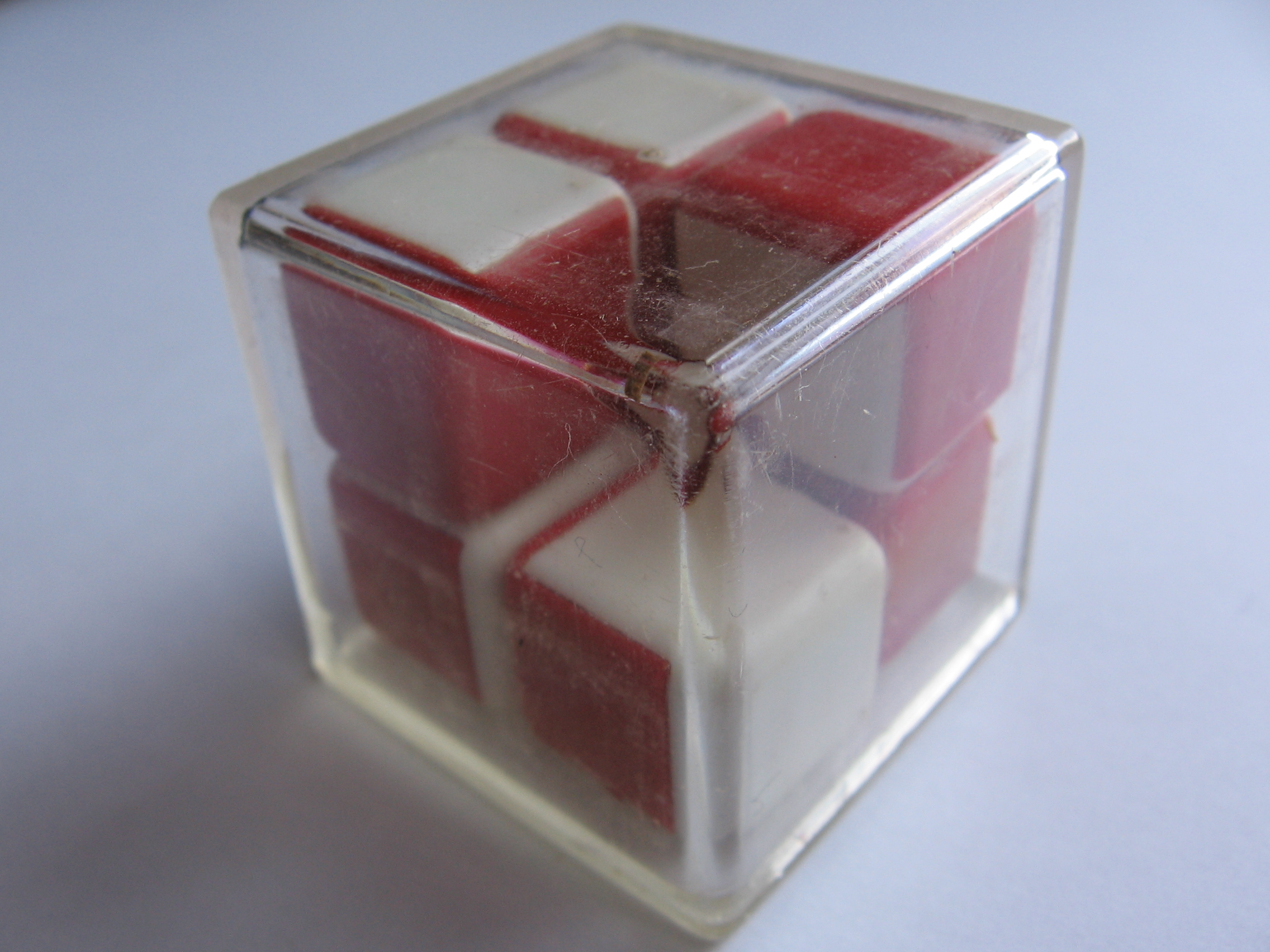
Минус-кубик
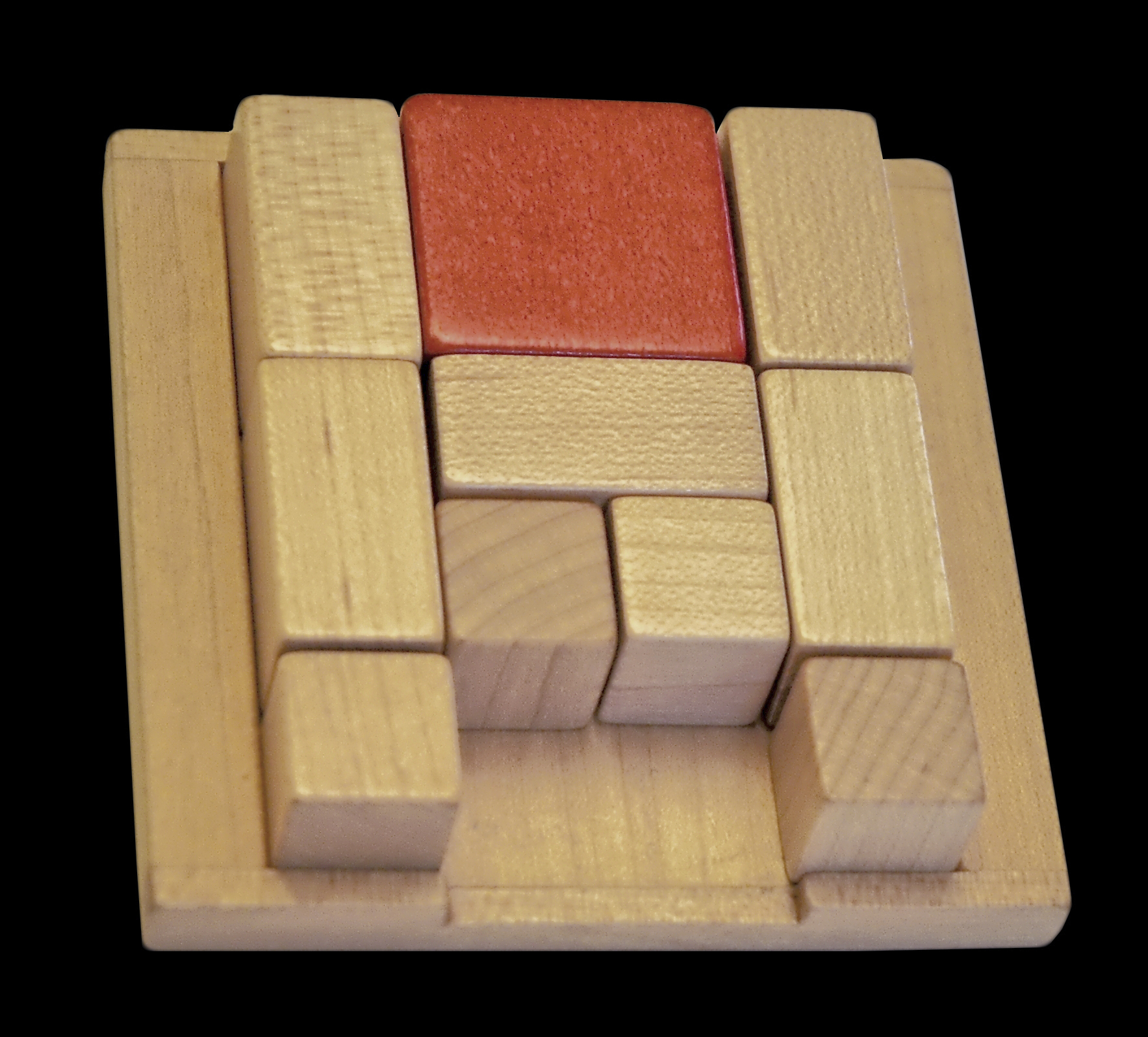
Клёцки

## Шарнирные головоломки

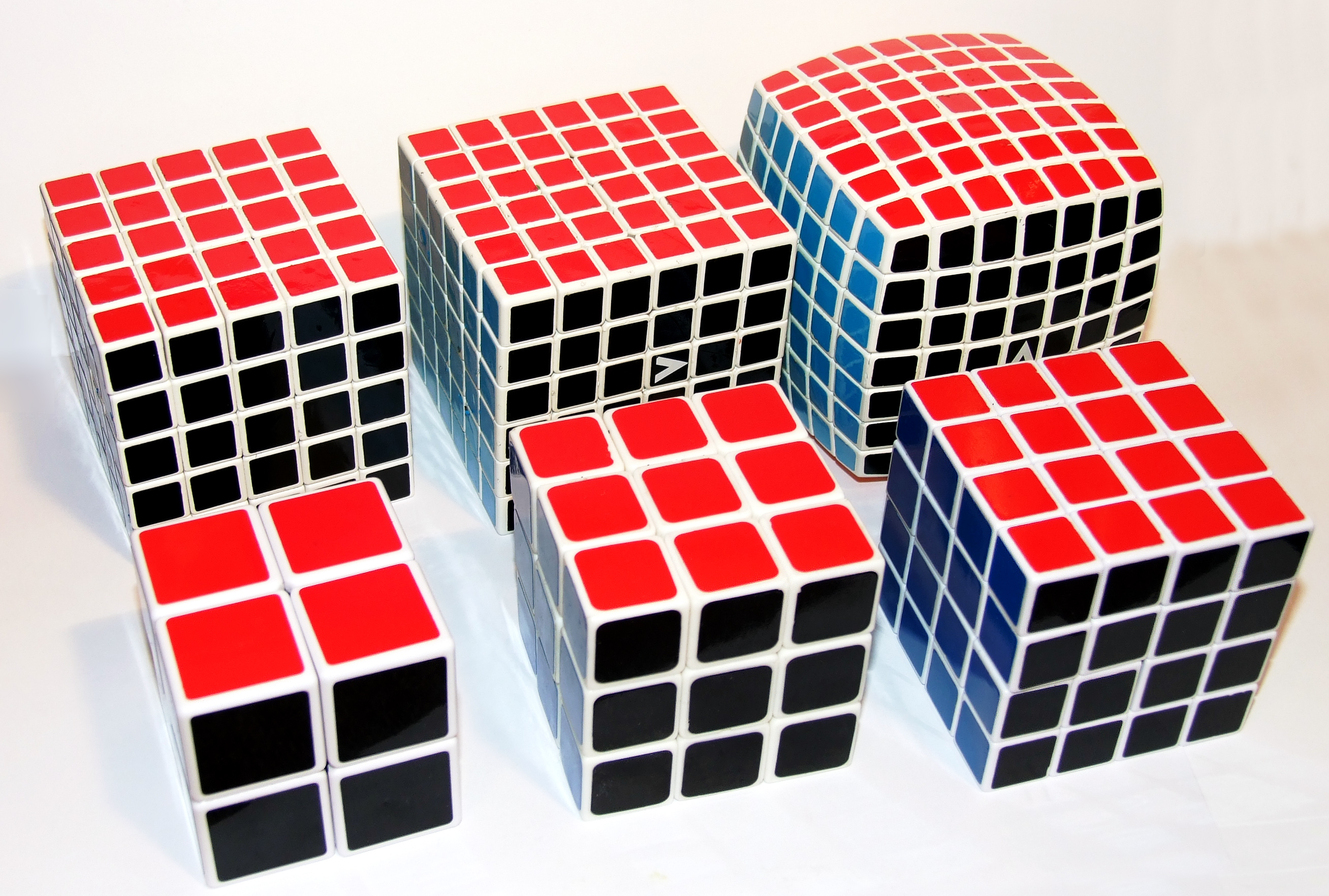
Кубики 2×2, 3×3, 4×4, 5×5, 6×6, 7×7
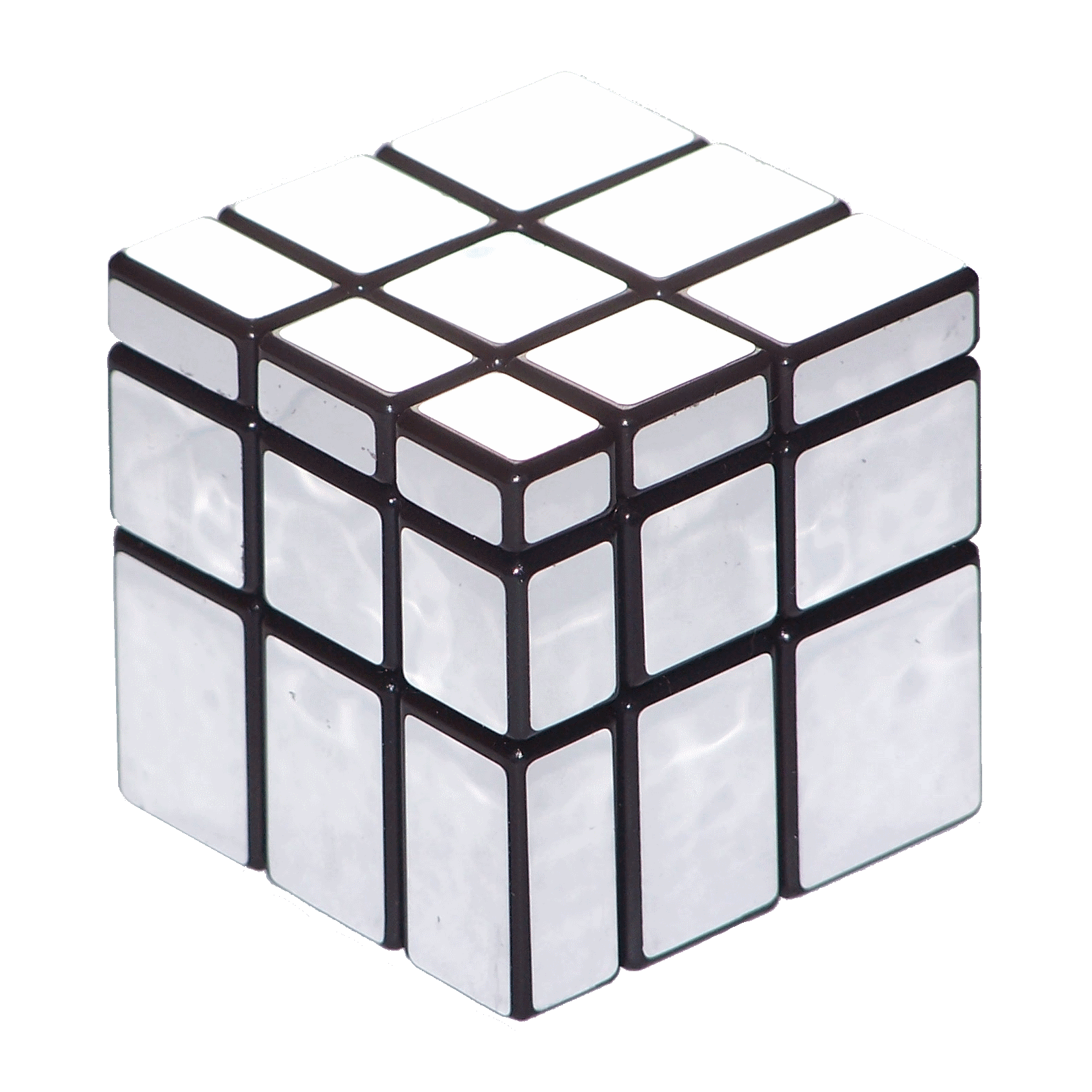
Зеркальный кубик (Mirror blocks)
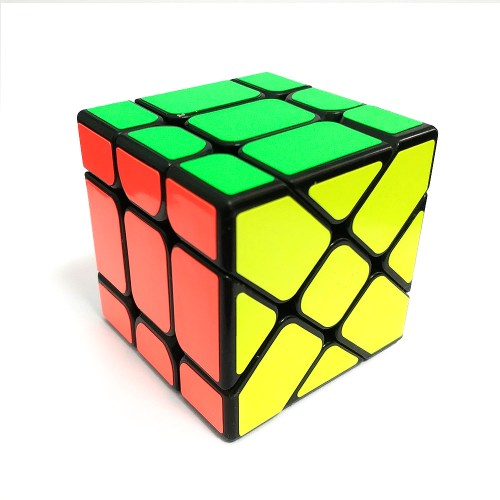
Куб Фишера
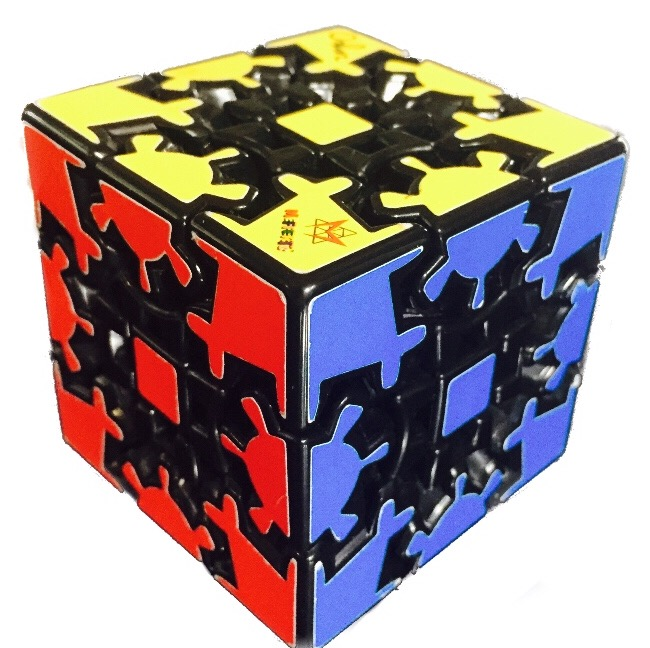
Шестерёнчатый кубик
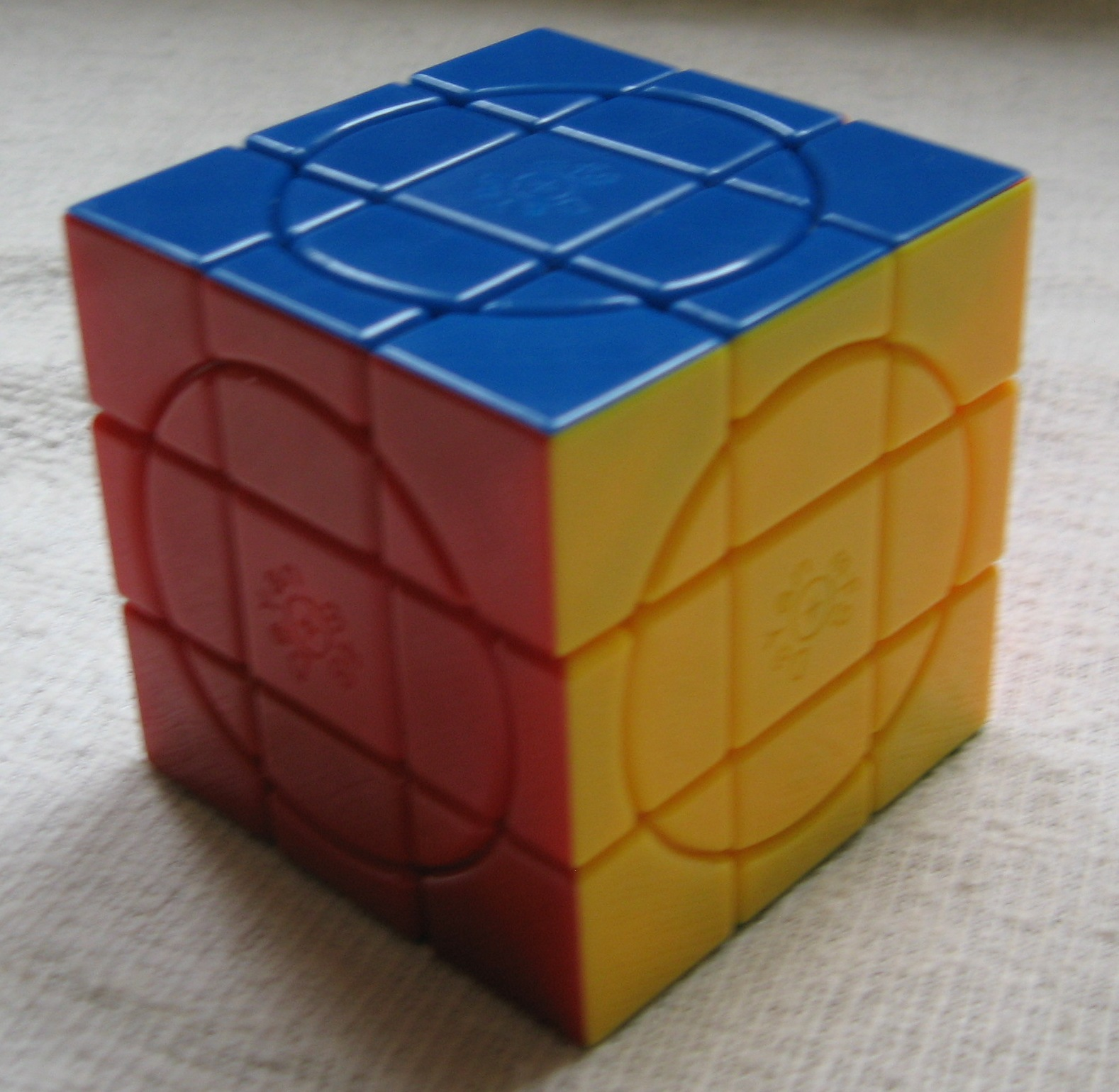
Крейзи кубик (Crazy cube)
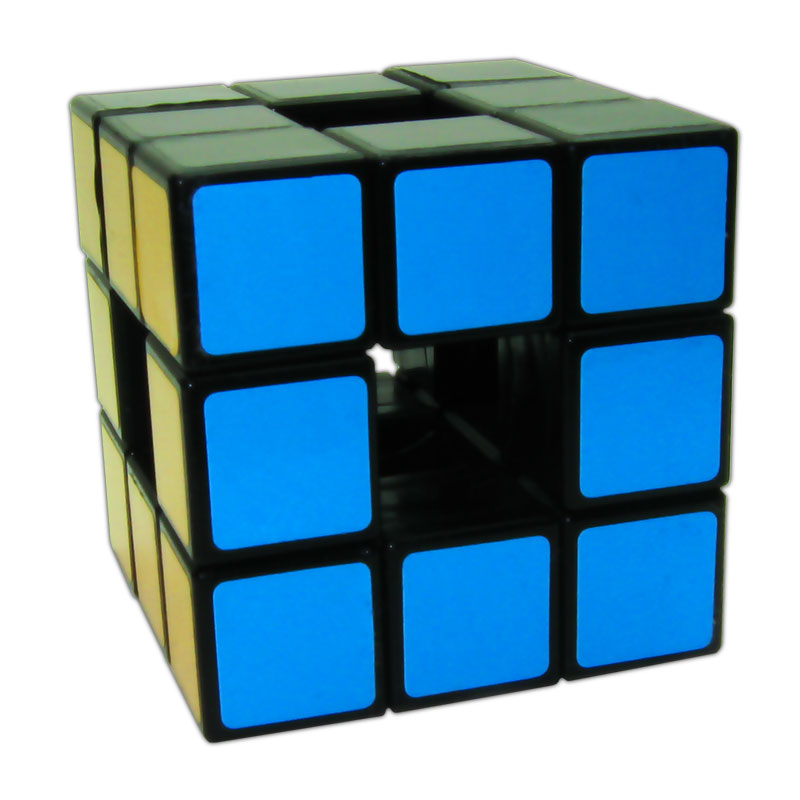
Void cube
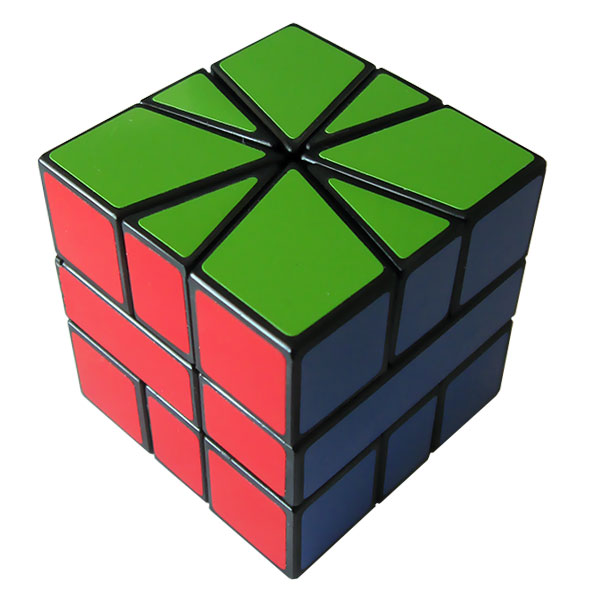
Square-1
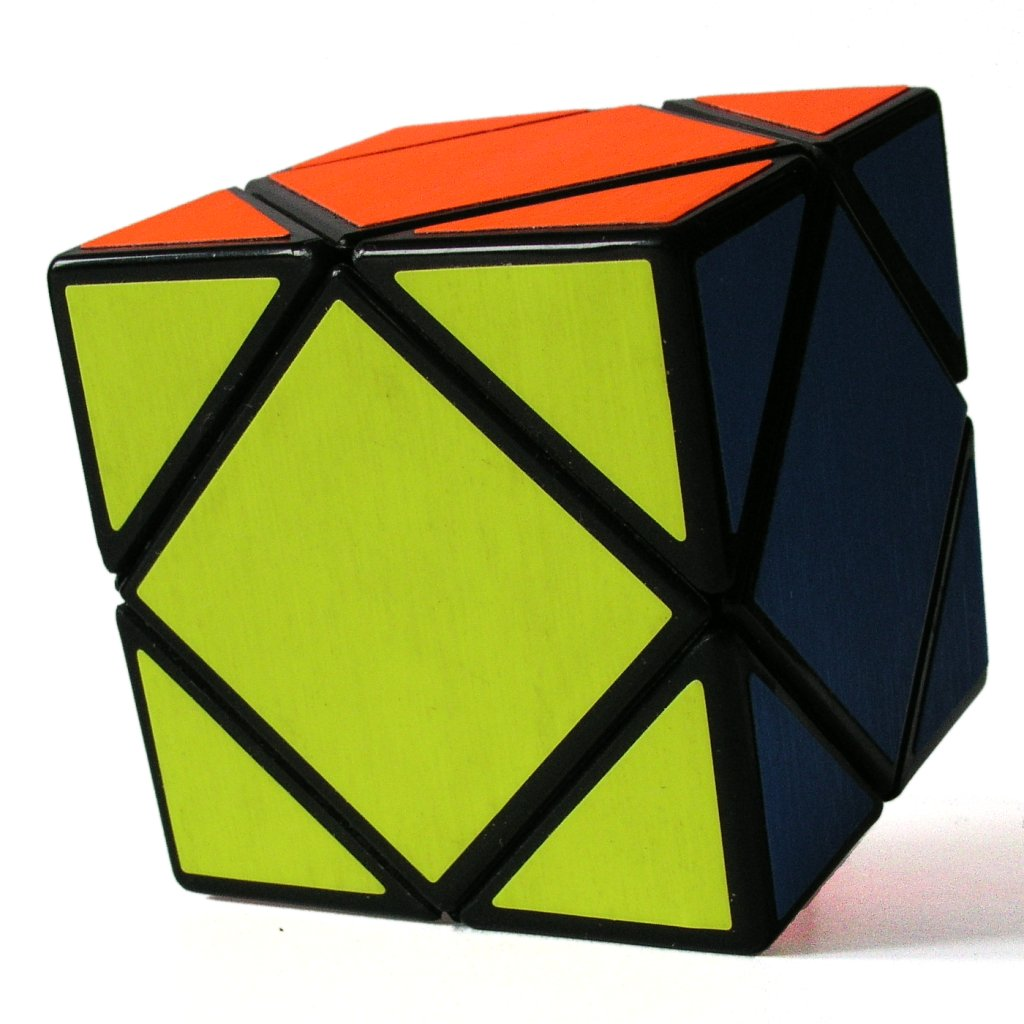
Скьюб (Skewb)
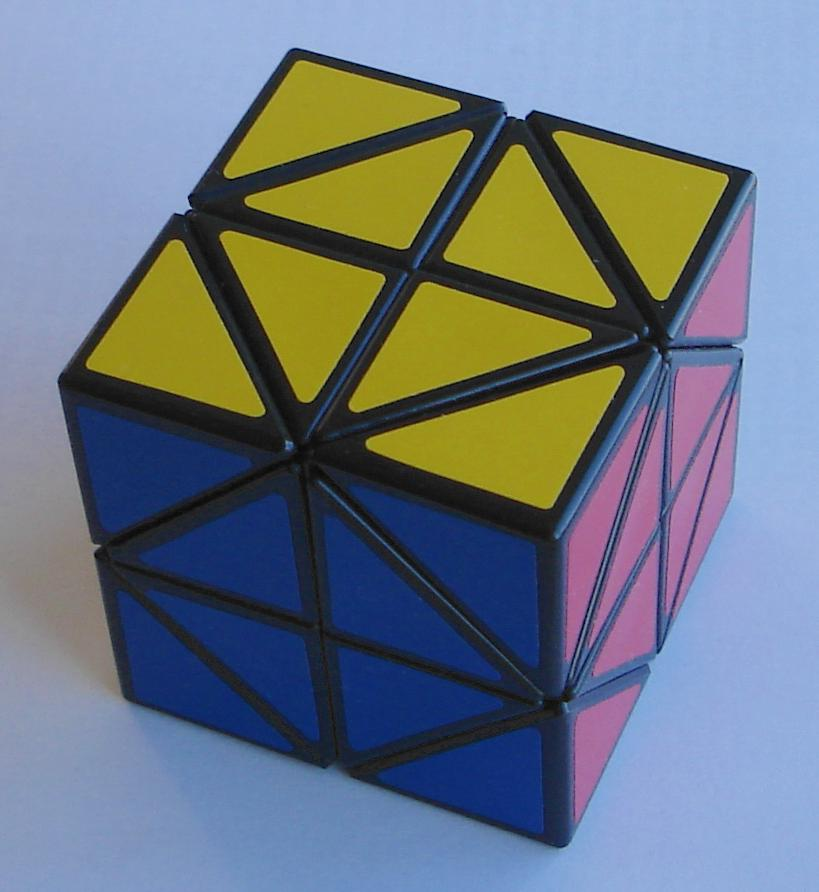
Кубик «Вертолёт»
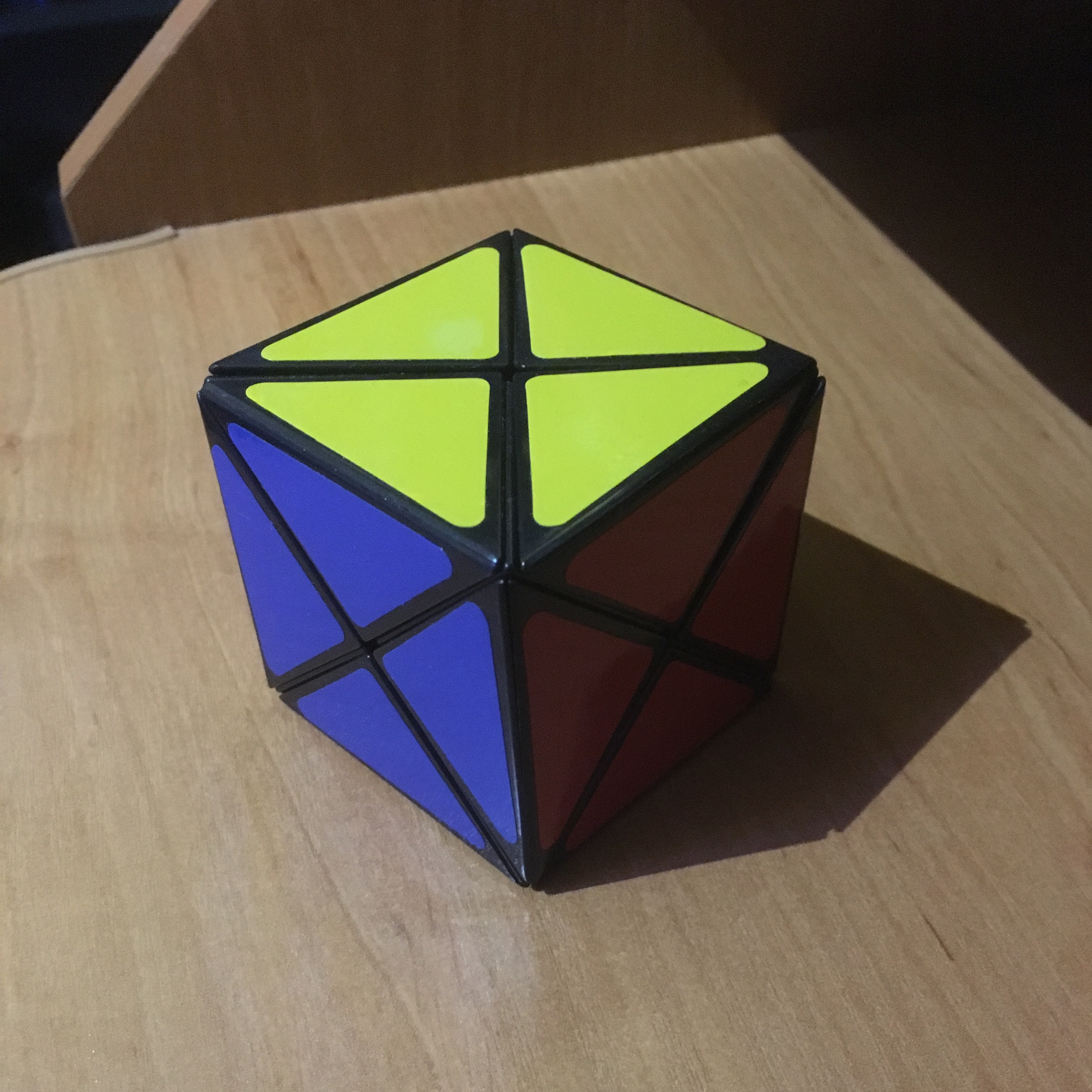
Дино-кубик
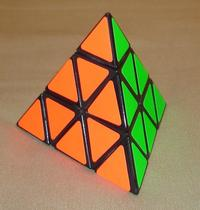
Молдавская пирамидка
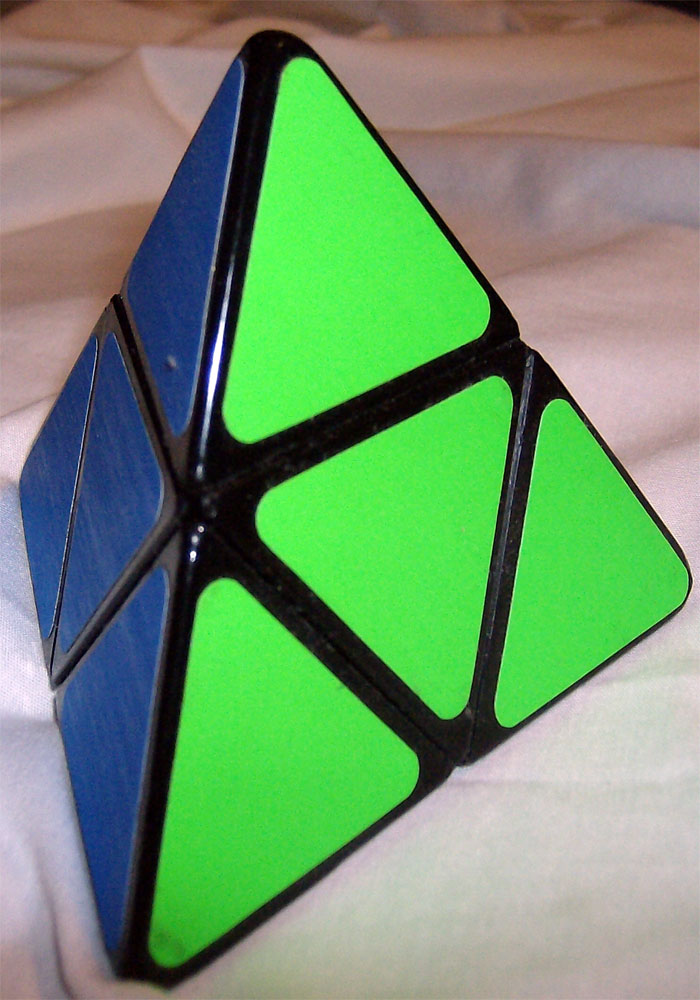
Пираморфикс
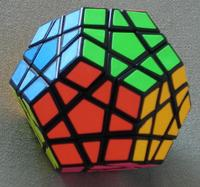
Мегаминкс
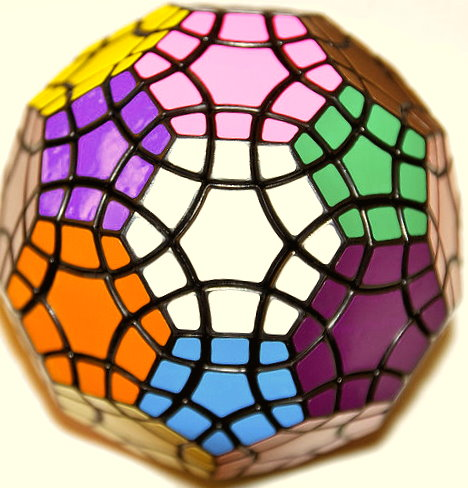
Туттминкс
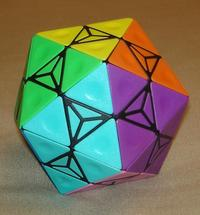
Dogic
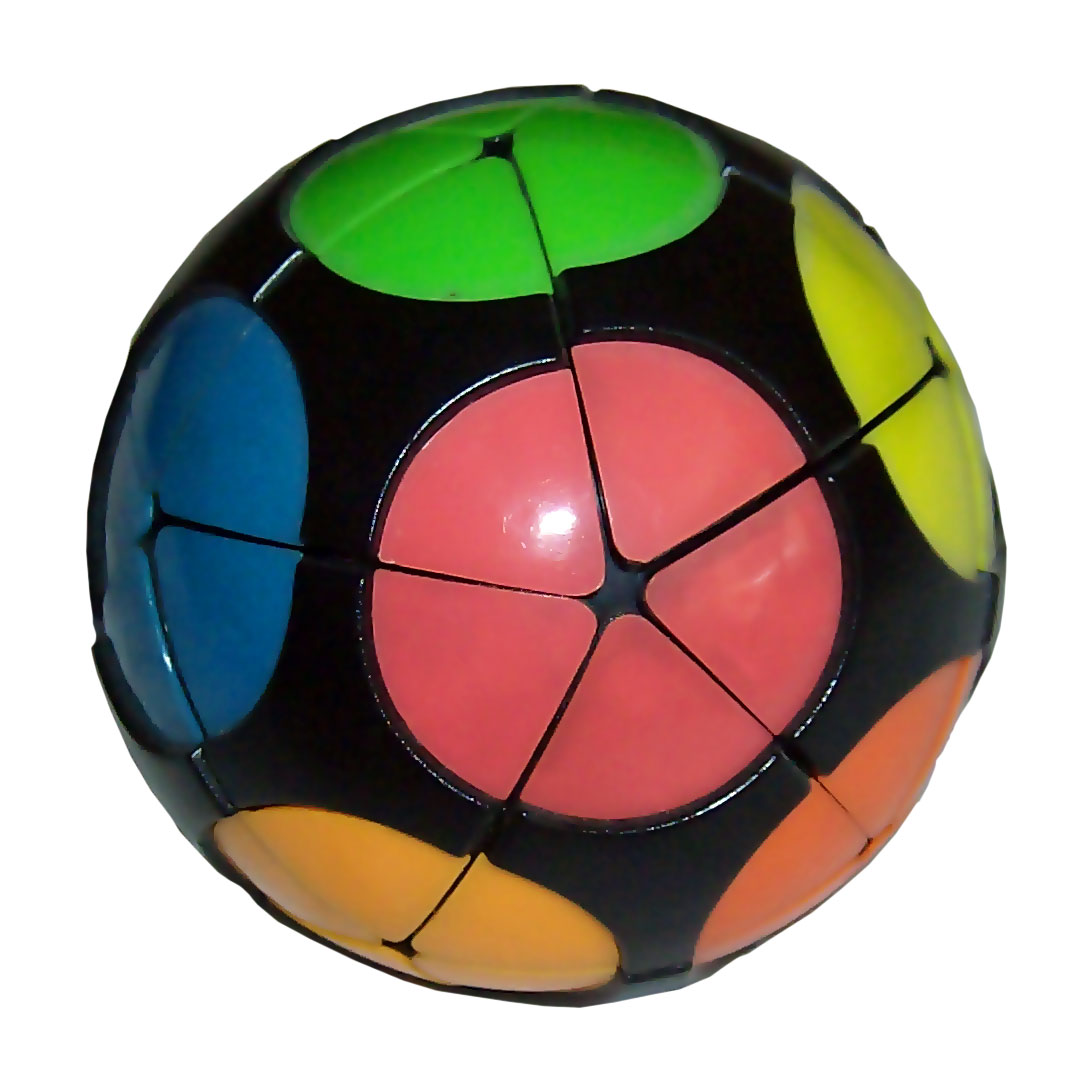
Impossiball
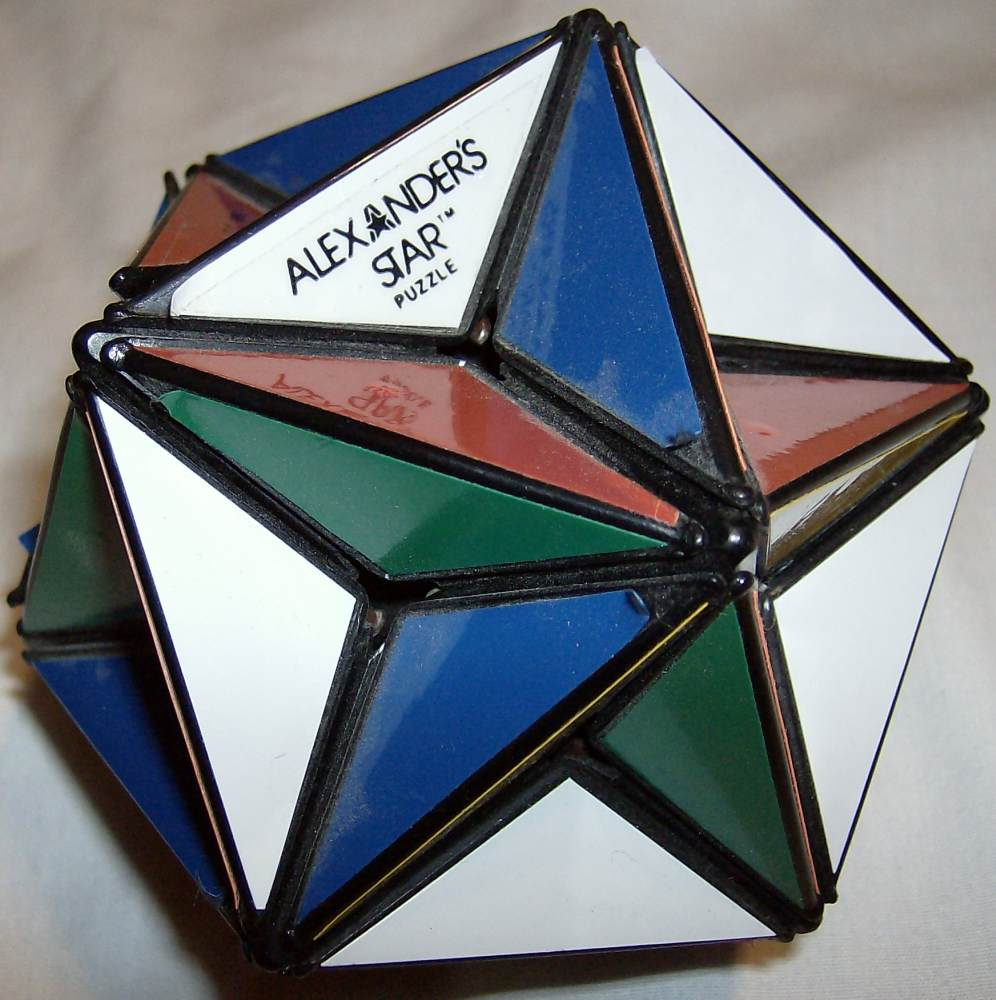
Звезда Александера

## Другие виды

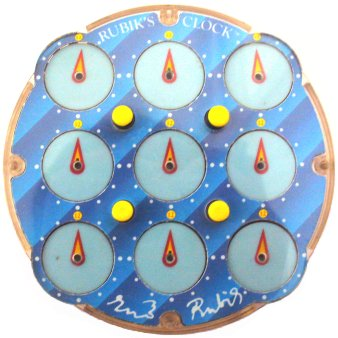
Часы Рубика
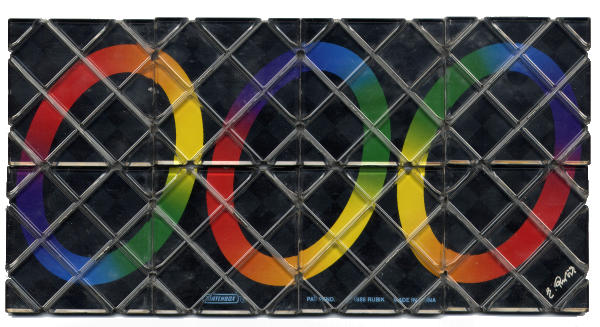
Магические квадраты Рубика[6] (Rubik's Magic)
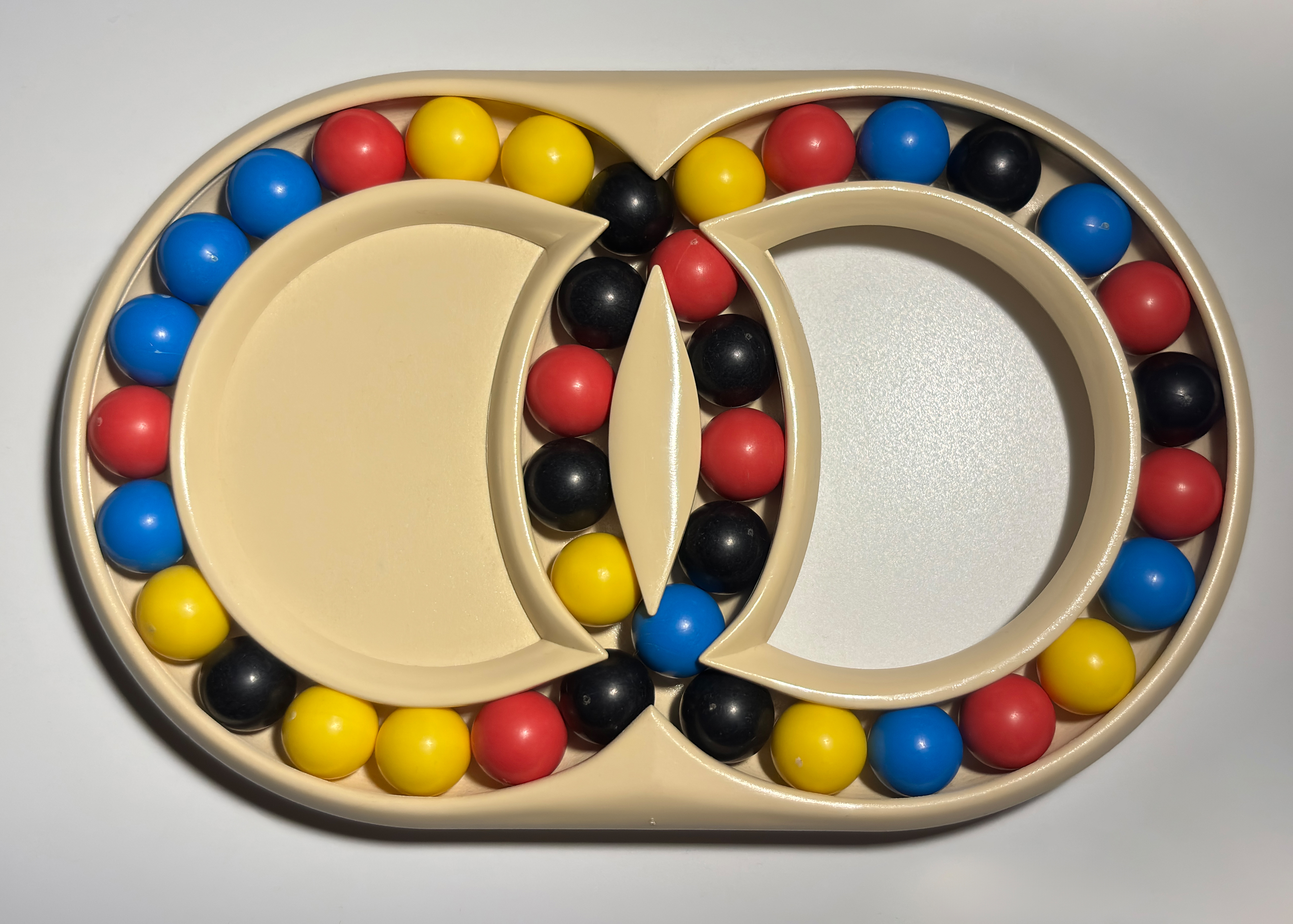
Волшебные кольца